# Lagacci
Lagacci è una piccola frazione del comune di Sambuca Pistoiese, sulla Montagna Pistoiese, in provincia di Pistoia.

## Geografia
Situata sul versante destro della valle del Reno ad una quota di 710 m s.l.m. si trova nelle vicinanze di Biagioni e Randaragna (BO), è collegata tramite strada asfaltata alla provinciale Traversa di Pracchia, da cui dista un paio di chilometri. 
L'abitato si sviluppa in più nuclei di case: Il Borgo (Campone e Pudirolo), il Piano, il Puggiòlo, Casa Pagnotta e Lagacci. Queste ultime due sono sovrastate da una ripida rupe, denominata il Grotto, dalla quale scende una piccola cascata del Fosso della Rosa.

## Storia
È citata la prima volta nel Catasto Granducale del 1587, anche se la sua origine è certamente più antica. Lagacci si trova su di un pianoro derivante da una serie di accumuli franosi di età quaternaria, che avrebbero sbarrato il corso di alcuni ruscelli, portando come conseguenza il formarsi di alcuni piccoli laghi, da cui l'origine del nome del paese.
Nel borgo è presente la chiesa di origine settecentesca inizialmente fondata come oratorio dedicato a San Michele di Stagno, nella giurisdizione della pieve delle Capanne. Nel 1785 per decreto del vescovo Scipione de' Ricci, la chiesa divenne parrocchia con dedicazione a Prudenzio di Troyes.

## Infrastrutture e trasporti
La frazione è servita dalla stazione di Biagioni Lagacci posta lungo la ferrovia Porrettana.